# Arise: A Simple Story
Arise: A Simple Story (с англ. — «Появление: Простая История») — инди-игра, приключенческая головоломка и платформер, разработанная независимой испанской студией Piccolo. Её выход состоялся 3 декабря 2019 года для платформ Windows, PlayStation 4 и Xbox One. Игрок управляет душой старика, который отправляется в путешествие загробного мира и по пути вспоминает все свои периоды жизни. Arise предлагает два способа влияния на игровой процесс: управление персонажем, а также влияние на временной промежуток, меняя окружающую обстановку.
Команда при создании Arise, вдохновлялась способом повествования игры Journey, а также работами японской студии Гибли. Сначала игра должна была быть классическим платформером и решение добавить механику изменения времени пришла в процессе разработки, что позволяло сделать игру более оригинальной, однако отладка уровней была достаточно трудной задачей, так как имеющийся игровой движок не был приспособлен для изменения временной оси, также прототип игры был более сложным, но из него исключили дополнительные головоломки, так как по задумке, Arise оставалась казуальной игрой, предназначенной для аудитории, в целом мало интересующейся компьютерными играми.
Оценки Arise: A Simple Story можно охарактеризовать в целом, как положительные. Средняя оценка в зависимости от платформы варьируется от 79 до 80 баллов из 100 возможных. Критики, оставившие восторженные отзывы, ссылались как правило на трогательную сюжетную линию, визуальный стиль и музыкальное сопровождение. Более неоднозначную оценку получил игровой процесс, с одной стороны его похвалили за оригинальность, но некоторые критики указали на ряд недостатков в дизайне уровней, связанных с платформером .

## Игровой процесс
История игры начинается с похорон в неизвестном первобытном племени. После кремации, душа старика попадает в другой мир и там он начинает своё путешествие. С точки зрения механики, Arise позволяет влиять на игровой процесс двумя способами. Первый — это непосредственно само управление персонажем. Старик может бегать, прыгать, карабкаться и взбираться по выступающим камням. Время от времени он также использует веревку с крюком, чтобы зацепиться за летающий объект или скинуть предмет.
Второй способ — возможность манипулировать миром с помощью перемотки и ускорения времени. В игре представлено всего 10 разных уровней, символизирующих разные жизненные стадии старика, от детства, до старости. Каждый уровень также демонстрирует разные механики манипуляции временем. На некоторых уровнях — это изменение времён года, от лета до зимы, где можно менять уровень воды, количество снега, менять расположение плота и так далее. Имеются уровни, где изменение времени затрагивает короткие промежутки времени, то есть перемещение животных, падение камней, которые можно использовать, как платформы для перемещения, образование паутин и так далее. На некоторых уровнях есть враждебные тени, пытающиеся убить героя, но которых можно отпугнуть светом от молнии, а также огонь, контакт с которым нужно избегать. Старик может умереть, если упадёт со слишком высокого расстояния, упадёт в воду, или же станет жертвой тени или огня. В этом случае игра перезапускается на последний точке сохранения. В Arise также встроен локальный кооперативный режим, где один игрок контролирует старика, а другой — влияет на время. При этом есть возможность мгновенного переключения режима между игроками.
Каждый из уровней отражает тот или иной период в жизни старца. Например первый уровень — это пустые луга и отражение одинокого детства героя, второй уровень — гигантские растения и насекомые — отражают счастье дружбы маленького героя и его новой подружки. Третьи уровень — лес, находящийся в центре сдвига тектонических плит и разрушающийся — отражает тревогу от разлуки уже молодого героя и его девушки, после того, как старцы племени переругались и разделились на две семьи. Четвёртый уровень, представляющий лес во время грозы — символизирует страх, который выражается во враждебных тенях. Тогда молодой герой тайно сбежал из своего племени, чтобы снова воссоединиться со своей возлюбленной. Пятый уровень символизирует любовь и представляет собой безмятежный пруд со светящимися цветами-платформами. Он отражает счастье воссоединения героя и его возлюбленной, когда он был принят в племя своей девушки. Шестой уровень символизирует рождение новой жизни и представляет собой абстрактное пространство, наполненное живой материей и ростками растений. Тогда герой ожидал своего первенца, однако счастья не происходит и ребёнок родился мёртвым. Седьмой уровень символизирует отчаяние, представляет собой пустошь, покрытую колючими лозами, он отражает гнев и смятение героя, его преследуют тени и огонь, персонаж видит, как перед ним разрушается будущее в виде горящих статуй его, жены и ребёнка. Восьмой уровень представляет собой пространство с летающими камнями-платформами, на которых герой должен добраться до поглощённой унынием статуей жены. Уровень отражает время, когда герой уже смирился с потерей ребёнка, однако пытался вытащить свою жену из состояния депрессии. Девятый уровень представляет собой заснеженные горы с рекой, он символизирует смирение и старение — герой и его жена остались жить вместе до старости, но без детей. Десятый уровень представляет собой пещеру, где старик должен следовать за светом, уровень отражает печаль по поводу болезни и смерти его уже постаревшей жены. В самом конце старик поднимается на гору, видит там статую его жены и ребёнка. Он обнимает их и превращается в камень становясь частью статуи.

## Разработка
Разработкой игры занималась независимая испанская студия Piccolo из Барселоны, состоящая из 15 человек. Сама студия была основана тремя людьми ещё в 1999 году, чтобы проводить интерактивные рекламные кампании для мировых брендов, таких как Coca-Cola. Однако в середине 2010-х годов команда решила попробовать себя в разработке компьютерных игр. Arise также стала их дебютной игрой. Команда при создании Arise исходила из идеи создать игру, которая «смогла бы прикоснуться к людям».

### Художественный стиль и история
Разработчики во многих аспектах вдохновлялись инди-игрой Journey, отдав должное её разработчикам, заметив, что в своё время данная игра открыла вход для нового жанра компьютерных игр и нашедшего свою широкую аудиторию. Команда в частности вдохновлялась художественным руководством, повествовательной атмосферой и темпом, однако в других аспектах Arise отличается от Journey, в частности что касается самого игрового процесса, разработчики вдохновлялись инди-игрой Brothers: A Tale of Two Sons, которая также предлагает два способа влияния на игровой процесс. В целом команда ставила цель создать игру с сильным эмоциональным опытом, предложив свой «фактор Икс», как и вышеописанные игры. Что касается музыкального и художественного направления, команда вдохновлялась анимационными фильмами японский студии Гибли, в частности само название команды разработчиков — Piccolo происходит от имени главного героя «Порко Россо». Также в качестве вдохновения, команда указывала на мультфильм «Фантазия» Диснея. В начале художественный стиль был более минималистским для имитации мультипликации, однако в итоге команда решила добавить объёмное освящение. В игре также прослеживается влияние инди-игры Rime, в частности художественным директором Arise выступил Хосе Луис Ваэлло, раннее работающим арт-директором при разработке Rime.
Команда заметила, что ориентировалась на игровую аудиторию — женщин, детей, пожилых людей, не требуя от них развитых игровых навыков и наоборот предлагая расслабленный, непринуждённый и эмоциональный опыт. Разработчики также советуют играть в Arise совместно с несколькими людьми, чтобы пережить вместе эмоциональный опыт. За основу истории были взяты воспоминания старика о его прошлой жизни, разработчики заметили, что данная история также отражала возможность оглянуться студии назад в своё прошлое, историю восходов и падений и также гордиться проделанной работой за 20 лет. При работе над главным героем, команда вдохновлялась актёром Клинтом Иствудом, который мог передавать эмоциональные переживания, показывая минимальное количество эмоций. Сама фигурка старика выражено упрощена, у него нет пальцев, а также минимальны очертания лица.

### Дизайн уровней
Сам игровой процесс очень крепко сплетён с самой сюжетной линией, являющейся достаточно простой и универсальной историей, о человеке, на чьём месте может оказаться кто угодно, при этом рассказанной без каких либо слов и диалогов. Разработчики ссылались на поговорку «жизнь — это американские горки», с таким учётом они и создавали сам игровой процесс, рассказывая историю через меняющуюся окружающую среду в зависимости от изменения характера повествования и её эмоции.
Решение добавить механику влияния на время пришла позже, сам игровой процесс изначально создавался, как более классический платформер, когда команда уже определилась с историей и художественным стилем. Однако команда призналась, что тогда игре не хватало оригинальности. Сам игровой процесс позже в итоге создавался на базе механики манипуляцией временем, что имеет смысл, «когда вы рассказываете о старике, вспоминающем об основных моментах его жизни». При этом в каждой главе, данная механика используется по разному. На данном этапе разработчики сталкивались со множественными трудностями, в частности они заметили, что игровые движки как правило оптимизированы для перемещения в статичной среде, разработчики же должны были сделать обратно: «у нас есть один персонаж, и мы динамически изменяем окружающую его среду. В зависимости от главы это включало обновление преобразований всех игровых ресурсов на уровне или изменение сетки в реальном времени для плавления снега, столкновений и многого другого». Вместе с этим, команда столкнулась с понижением частоты кадров на игровых приставках, для решения такой проблемы создатели вводили опцию автоматического отключения физического движка для предметов, которые находились далеко от героя. Также, если в традиционной игре предметы вместе с активацией события двигаются одном направлении, то команда должна была создавать сцены с учётом перемотки времени, а точнее изменения состояния условно из точки «Т» до точки «Т-1», в целом данная система выражена математической формулой P (t) = P (t0) + V (t0) * t + (G * t2) / 2. Для более сложных симуляций, которые не могут быть выражены с помощью формулы, команда создала систему, которая превращает полную симуляцию в текстуры. Разработчикам также необходимо было соблюдать баланс между сложностью и сохранением интереса к атмосфере игры. На данном этапе команда отказалась от многих элементов, например в прототипе игры существовала головоломка, требующая получить доступ к улитке, перемещая её раковину к другой улитке. Команда в итоге решила отказаться от данной головоломки, заметив, что она перебивала общую атмосферу радости второго уровня. Также команда пыталась добавить гейзеры, подкидывающие героя, но не смогли грамотно реализовать данную механику.

### Музыка
Композитором музыкальных сопровождений выступил Дэвид Гарсия, известный как автор музыки к игре Rime. Ещё до разработки некоторые члены команды знали, что Гарсиа придерживался тех же ценностей, в частности он также был поклонником творчества студии Гибли, а именно композитора Дзё Хисаиси. Мелодии, использованные в игре, объедены в основном с основной и главной музыкальной темы, которая в итоге приспосабливается с различным настроениям путешествия «от нежной колыбельной до таинственной и мрачной мелодии». Ещё до выхода, в качестве бонуса предзаказа Arise, игрок получал доступ к полной коллекции оригинальных саундтреков, который можно послушать после завершения игры.

## Анонс и выход
Игра дебютировала вместе с The Last of Us Part II в сентябрьском прямом эфире Sony State Of Play. Тогда же стало ясно о запланированном выпуске игры на платформы ПК, PS4 и Xbox 3 декабря 2019 года. Представленная совместно разработчиками Piccolo и польским издателем Techland Arise позиционировалась, как атмосферная, «душевная» история о старике. Алексис Короминас, генеральный менеджер Piccolo заявил в блоге PlayStation, что игра предназначена для того, чтобы игрок почувствовал себя личным героем истории: «Мы превратили богатый жизненный опыт нашего героя в красивые пейзажи, которые будут меняться вместе с вашим эмоциональным состоянием по мере того, как вы будете бродить по различным средам, отражающим текущий тон повествования». В ноябре также вышел короткий документальный фильм о разработке игры. Игровая пресса сравнивала увиденные кадры с такими играми, как Journey, Rime и The Witness.
Arise разрабатывалась с ориентиром на игровые приставки PlayStation 4 и Xbox One с поддержкой Full HD со скоростью 60 FPS. Команда также заинтересована выпустить свою игру на приставку PlayStation 5 после её выхода. Также разработчики ориентировались на рынок Nintendo Switch, заметив однако, что для оптимизации, им необходимо упростить текстуры, отказаться от некоторых эффектов пост-обработки и некоторых двигающихся деталей на заднем плане.
После анонса игры, студия Piccolo привлекла внимание игровой прессы. Позже стали известно, что для персональных компьютеров игра выйдет эксклюзивно в магазине Epic Games и будет доступна только там для покупки в течение первых 12 месяцев. При этом данное решение стало причиной споров.

## Критика
| Сводный рейтинг           | Сводный рейтинг                       |
| Агрегатор                 | Оценка                                |
| ------------------------- | ------------------------------------- |
| Metacritic                | 79/100 (ПК) 80/100 (PS4) 80/100 (XBO) |
| Иноязычные издания        |                                       |
| Издание                   | Оценка                                |
| PlayStation Universe      | 10/10                                 |
| TheXboxHub                | [ 18 ]                                |
| Vandal                    | 8/10                                  |
| Game Informer             | 8,75                                  |
| TheGamer                  | [ 21 ]                                |
| Washington Post           | 70 %                                  |
| Official Xbox Magazine UK | [ 2 ]                                 |
| Русскоязычные издания     |                                       |
| Издание                   | Оценка                                |
| StopGame.ru               | Похвально                             |

Игра была номинирована на вручении D.I.C.E. Awards в категории оригинальное музыкальное сопровождение. Оценки Arise: A Simple Story можно охарактеризовать в целом, как положительные. Средняя оценка в зависимости от платформы варьируется от 79 до 80 баллов из 100 возможных.
Критик сайта PlayStation Universe дал максимальную оценку игре, заметив, что Arise навсегда останется в его сердце. Рецензент заметил, что игра предоставила прекрасную историю, удивительные анимации и прекрасный мир, сопровождаемый таким же прекрасным музыкальным сопровождением. «Несомненно игра является шедевром во всех её аспектах». Обозреватель сайта COGconnected назвал Arise невероятно мощной историей, несмотря на её простоту, которая сумела вызвать у критика эмоции, которые он редко испытывает во время игры, а также, что Arise лишний раз подтверждает, что игра способна предоставлять настолько радушный опыт. Критик заметил, что игра потрясает множеством элементов, которые хорошо вместе работают: от цветовой палитры, освещения, музыки, игрового процесса и простоты управления. «Даже без долгих диалогов или длительных кат-сцен, „Arise“ может рассказать нам простую, яркую и насыщенную историю, которая принесет вам незабываемые и эмоциональные переживания». Рецензент сайта LaPS4 назвал Arise образцом для подражания, к чему должны стремится другие видео-игры. Редакция сайта Vandal, комментируя обзор игры, заметила, что «„Arise“ — именно то, что мы ожидаем от инди-сцены: нечто особенное, что нельзя найти в игре класса ААА. Хотя её игровой процесс — не самая сильная стороны, но игра о настоящему сияет, когда дело касается подачи эмоций».
Критик сайта 3DJuegos наоборот назвал историю простой, но достигающей сердце и похвалил игру прежде всего за её оригинальную механику, позволяющую манипулировать временем и достаточно гибкую, чтобы игрок на протяжении всех десяти уровней не сталкивался с повторениями. Критик сайта The Indie Game Website заметил, что Arise получилась одной из лучшиx Journey-esque игр, которую он опробовал. Рецензента впечатлили уровни, изменяющиеся с течением времени, хотя возникали небольшие затруднения с игровым дизайном. Сама же представленная история искренна и элегантна. Похожее мнение оставил критик сайта Gram, заметив, что со времён Journey несколько игр пытались повторить её формулу — Abzû, Bound, Rime, однако никто из них не сумел предложить историю на таком же уровне, однако игре Arise это удалось.
Критик российского сайта StopGame заметил, что уже сложилась традиция выпуска в декабре самых душевных инди-игр, в 2017 году вышла прекрасная Gorogoa, 2018-й принадлежал Gris, a 2019 год приходится тогда на Arise.
Часть критиков оставили смешанные отзывы. Например представитель сайта Jeuxvideo заметил, что с одной стороны игра привлекает своим художественным стилем и звуковым оформлением, но быстро теряется в повторяющейся игровой механике, представляя элементы достаточно посредственного платформера. Критик сайта New Game Network заметил, что Arise для первого взгляда выглядит действительно великолепно, однако данное впечатление начинает разваливаться, когда начинаешь по настоящему играть в игру и видеть крайне противоречивую механику. «Картинка, тон, игровой процесс и повествование кажутся существуют сами по себе и не как не могут сойтись».